# Hlízenec

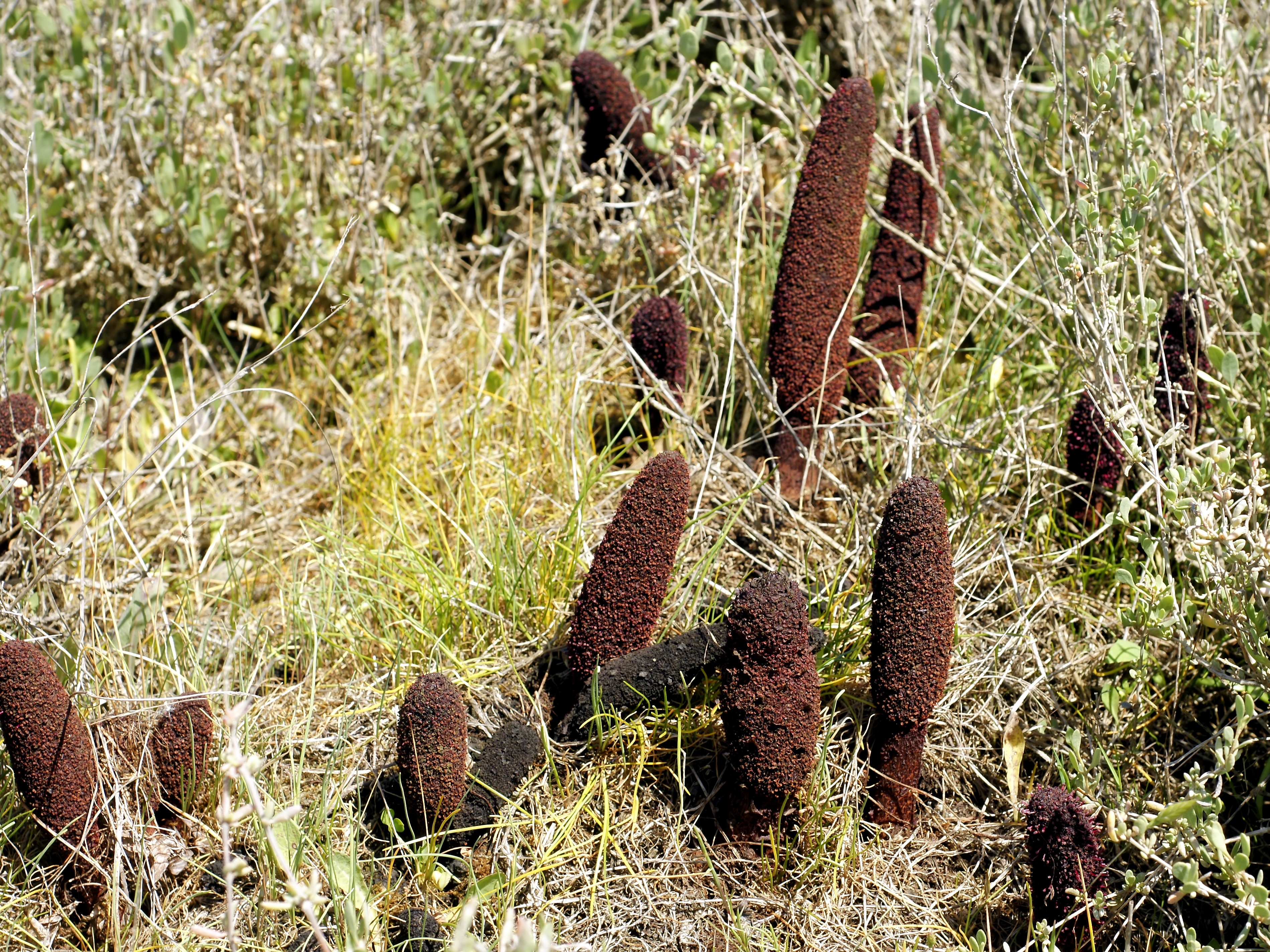
Hlízenec Cynomorium coccineum

Hlízenec (Cynomorium) je jediný rod čeledi hlízencovité vyšších dvouděložných rostlin. Jsou to nezelené parazitické byliny, svým vzhledem připomínající spíše houbu než kvetoucí rostlinu. Vyskytují se ve dvou druzích v oblasti od Středomoří po Čínu a Mongolsko.

## Popis
Hlízence jsou nezelené dužnaté byliny parazitující na kořenech jiných rostlin. Svým vzhledem připomínají spíše houby než kvetoucí rostliny. Střídavé listy jsou redukovány na nezelené šupinky. Květy jsou povětšině jednopohlavné, drobné, v dužnatých klasovitých květenstvích. Okvětí v počtu 1 až 5 (u samčích květů až 8) plátků. Tyčinka je jediná, volná. Gyneceum je monomerické, spodní, s jednou čnělkou a jediným vajíčkem. Plodem je nažka (někdy je plod označován jako oříšek). Semena s endospermem a redukovaným embryem.

## Rozšíření
Rod zahrnuje pouze 2 druhy. Cynomorium coccineum roste ve Středomoří (například na malém skalnatém maltském ostrůvku Fungus Rock), jihozápadní Asii a na Kanárských ostrovech, C. songaricum v Asii v oblasti od Íránu a Střední Asie po Čínu a Mongolsko.

## Taxonomie
Rod Cynomorium byl ve většině systémů řazen do habituelně podobné čeledi Balanophoraceae. Ve starších verzích systému systému APG byl ponechán v nezařazené čeledi Cynomoriaceae. Pozice této čeledi v taxonomickém systému je s každým novým vydáním APG zpřesňována.
Ve verzi APG IV z roku 2016 se objevuje v řádu Saxifragales.
Někdy jsou oba druhy spojovány do jediného druhu, C. coccineum.

## Přehled druhů
- Cynomorium sanguineum - druh rostoucí na písčitých mořských pobřežích a zasolených místech, výskyt ve Středomoří, jihozápadní Asii a na Kanárských ostrovech. Nejčastěji parazituje na rostlinách z čeledi cistovité (Cistaceae) a laskavcovité (Amaranthaceae)
- Cynomorium songaricum - středoasijský druh, parazitující především na rostlinách rodu šamanicha (Nitraria), Reaumuria, slanobýl (Salsola) a tamaryšek (Tamarix)